# ستيف باديلي
ستيف باديلي (بالإنجليزية: Steve Baddeley) هو لاعب كرة الريشة بريطاني، ولد في 28 مارس 1961 في هوف في المملكة المتحدة.

## وصلات خارجية
- ستيف باديلي على موقع BWF.tournamentsoftware.com (الإنجليزية)
- ستيف باديلي على موقع BWFbadminton.com (الإنجليزية)
- ستيف باديلي على موقع اتحاد ألعاب الكومنولث (مؤرشف) (الإنجليزية)